# Beersbach
Beersbach ist ein Teilort von Pfahlheim, einem Stadtteil von Ellwangen (Jagst).

## Beschreibung
Der Weiler mit rund dreißig Hausnummern liegt etwa 1,5 Kilometer nördlich von Pfahlheim und etwa neun Kilometer ostnordöstlich der Ellwanger Altstadt. Sein alter Weichbildring aus Obstwiesen ist teilweise durch Neubauten unterbrochen. Die von Rattstadt weit im Westen nach Stödtlen-Birkenzell im Nordosten führende K 3216 durchquert den Ort, von ihr geht dort die K 3217 nach Pfahlheim ab. Eine weitere Straße führt ostwärts nach Halheim.
Etwa 500 Meter südwestlich von Beersbach läuft der Sonnenbach durch den Sonnenbachsee, ein Oberlauf des Jagst-Zuflusses Röhlinger Sechta.

## Geschichte
Der Ort wurde das erste Mal im 12. Jahrhundert als Berolfisbach erwähnt, was auf den Personennamen Berolf hinweist. Das Kloster Ellwangen hatte Besitz im Ort, was an die Herren von Pfahlheim zu Lehen ging.

### Pfarrei
Der Ort besitzt eine eigene Kirche mit Pfarrei. Die Kirche, die Johannes dem Täufer gewidmet ist, wurde das erste Mal 1337 erwähnt und erhielt vermutlich im 15. Jahrhundert Pfarrrechte. Das Gebäude stammt vermutlich aus gotischer Zeit.